# Mohammad Al-Sahlawi
Mohammad Ibrahim Mohammad Al-Sahlawi (Al Hufuf, 10 de janeiro de 1987), é um futebolista saudita que atua como atacante. Atualmente está sem clube.

## Carreira
Mohammad Al-Sahlawi representou a Seleção Saudita de Futebol na Copa da Ásia de 2015.

## Títulos
Al-Quadisiyah
- Saudi Pro League: 2008–09

Al-Nassr
- Saudi Pro League: 2013–14, 2014–15, 2018–19
- Copa da Coroa do Príncipe: 2013–14